# Aerenicopsis megacephala
Aerenicopsis megacephala là một loài bọ cánh cứng trong họ Cerambycidae.